# Конфликт в руководстве Православной церкви Украины
Конфли́кт в руково́дстве Правосла́вной це́ркви Украи́ны — противостояние между Филаретом (Денисенко), бывшим предстоятелем Украинской православной церкви Киевского патриархата (УПЦ КП), и предстоятелем новосозданной Православной церкви Украины (ПЦУ) митрополитом Епифанием (Думенко). Расхождения в их взглядах касались модели управления церковью, окормления диаспоры, названия и устава: Филарет (Денисенко), получивший звание «почётного патриарха», желал сохранить ту структуру, которая существовала в «Киевском патриархате», и де-факто оставаться главой ПЦУ с прежним саном «патриарха Киевского и всея Руси-Украины», в то время как Епифаний (Думенко) считал предстоятелем ПЦУ себя и настаивал на исполнении положений нового устава ПЦУ. В ходе конфликта подавляющее большинство клира ПЦУ, украинская власть, Константинопольский патриархат и посольство США на Украине встали на сторону Епифания. Оставшийся с небольшим числом сторонников Филарет (Денисенко) объявил о воссоздании «Киевского патриархата» и фактически покинул ПЦУ, хотя формально продолжил числиться иерархом ПЦУ на покое.

## Предыстория. Филарет (Денисенко) и создание ПЦУ

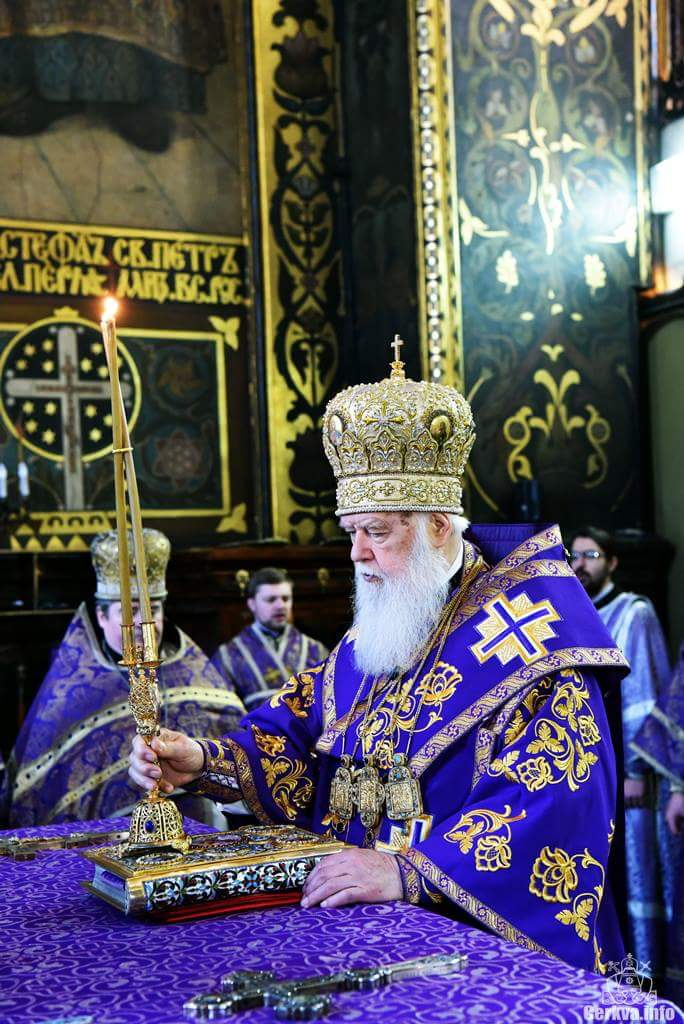
Патриарх Филарет

В апреле 2018 года президент Украины Пётр Порошенко направил патриарху Константинопольскому Варфоломею обращение о даровании Украинской церкви автокефалии.
В сентябре Константинопольский патриархат назначил в Киев двух экзархов — архиепископа Памфилийского Даниила (Зелинского) (США) и епископа Эдмонтонского Илариона (Рудника) (Канада). Прибыв в Киев, совершая поездки по епархиям и общаясь с епископами различных православных юрисдикций, экзархи пытались разобраться в церковной ситуации на Украине и подготовить условия для создания единой поместной церкви. Одним из центральных вопросов, решение которого они пытались найти, стала «проблема Филарета». После того как в 1997 году Русская православная церковь наложила анафему на «бывшего Киевского митрополита Филарета», ни иерархи Константинопольского патриархата, ни епископы других православных церквей не поддерживали церковного общения ни с патриархом Филаретом, ни с другими архиереями Киевского патриархата, который он возглавлял. В результате укоренившейся в мировом православии негативной (раскольнической) репутации Филарета патриарх Варфоломей счёл крайне нежелательным его избрание в качестве предстоятеля создаваемого на Украине нового церковного объединения.
В октябре Константинопольский патриархат объявил о начале процесса предоставления автокефалии Церкви Украины и восстановил в духовном сане предстоятелей неканонических Украинской православной церкви Киевского патриархата Филарета (Денисенко) и Украинской автокефальной православной церкви Макария (Малетича).
По итогам заседания Синода Константинопольского патриархата, состоявшегося 9—11 октября, в части, касавшейся Филарета и Макария, было официально сообщено следующее: «Принять прошения об апелляции от Филарета (Денисенко), Макария (Малетича) и их последователей, которые оказались в схизме не из догматических причин, — в соответствии с каноническими прерогативами Константинопольского патриарха получать такие обращения от иерархов и других священнослужителей всех автокефальных Церквей. Таким образом, упомянутые выше лица были канонически восстановлены в своём епископском и священническом сане, также было восстановлено общение их паствы с Церковью». При этом иерарх Константинопольского патриархата Иов (Геча) подчеркнул, что в Константинопольском патриархате не признают за Филаретом право именоваться патриархом, а рассматривают его как «бывшего митрополита Киевского».
Сам Филарет, однако, продолжал считать себя патриархом: в частности, на пресс-конференции 11 октября 2018 года он заявил: «Я был патриархом, есть и буду». 20 октября Синод УПЦ КП изменил титулование, утвердив полный и краткий варианты титула, добавив туда упоминание о Киеве как «Матери городов русских» и о Киево-Печерской и Почаевской лаврах, а также допустив титулование без использования титула «патриарх» в сношениях с другими церквами. Полный титул предстоятеля церкви: «Святейший и Блаженнейший Филарет, Архиепископ и Митрополит Киева — матери городов Русских, Галицкий, Патриарх Всея Руси-Украины, Свято-Успенских Киево-Печерской и Почаевской лавр Священно-архимандрит». В сношениях с другими поместными православными церквами допустимой формой стали «Блаженнейший Архиепископ (имя), Митрополит Киевский и всей Руси-Украины» и производные от него.
Перед началом Объединительного собора, состоявшегося 15 декабря 2018 года, УПЦ КП (параллельно с УАПЦ) провела свой собственный Собор, на котором приняла решение о самороспуске, а её архиереи приняли участие в образовании единой поместной Православной церкви Украины. Официальное решение о роспуске УПЦ КП и УАПЦ было принято по требованию митрополита Эммануила, руководившего от лица Константинопольского патриархата Объединительным собором. Филарет до последнего на это не соглашался, требуя гарантий, что предстоятелем ПЦУ, которому Константинопольский патриархат должен будет вручить томос об автокефалии, будет избран его ставленник — митрополит Переяславский и Белоцерковский Епифаний (Думенко). Как рассказывали участники Объединительного собора, лишь после того как Порошенко уговорил конкурировавшего с Епифанием митрополита Михаила (Зинкевича) снять свою кандидатуру с выборов, патриарх Филарет подписал решение о самороспуске УПЦ КП. Примечательно, что Филарет присутствовал на Соборе в скуфье, а не в патриаршем куколе. На Соборе никто не захотел обострять отношения с патриархом Филаретом, рискуя провалом Объединительного собора и неполучением томоса. Поэтому Собор, состоявшийся 15 декабря, не прояснил статус Филарета.

## Возникновение конфликта между Филаретом и Епифанием
По всей видимости, уже тогда Филарет (Денисенко) полагал, что митрополит Епифаний станет предстоятелем «для внешнего мира», но внутри новой церкви власть сохранит за собой именно он — патриарх Филарет. Несмотря на «роспуск» УПЦ КП, Филарет продолжил носить белый куколь, именовать себя патриархом, рассылать документы на бланках УПЦ Киевского патриархата и вручать награды Киевского патриархата. Однако эта схема вряд ли могла устроить епископов УАПЦ и УПЦ (МП), которые решили бы войти в состав новой структуры. Бывший предстоятель УАПЦ Макарий (Малетич) так описал свой разговор с Филаретом (Денисенко): «— После Собора, на первое богослужение, я вернул панагию и стал рядовым архиереем ПЦУ. Почему Вы не можете сейчас это сделать? Надеть митрополичий клобук и стать хорошим советником своего ученика. Почему, скажите?. Он так посмотрел и говорит: — Есть такая пословица на русском языке: „Федот, да не тот“». Не соответствовала она и намерениям Константинопольского патриархата, которому ещё предстояло бороться за признание ПЦУ другими поместными православными церквями, и сохранение за патриархом Филаретом властных полномочий ослабило бы переговорные позиции Константинополя. Сам Епифаний рассчитывал на реальные властные полномочия в ПЦУ.
После своего избрания предстоятелем Православной церкви Украины (ПЦУ) Епифаний (Думенко) объявил Филарета (Денисенко) духовным наставником ПЦУ, который «будет и дальше почётным действующим пожизненно [наставником], помогающим нам совместно строить нашу единую поместную украинскую православную церковь». В ПЦУ заявили, что Филарет отныне является «почётным патриархом», однако в уставе ПЦУ, принятом 15 декабря, такой статус отсутствовал. Высказывались опасения, что опытный Филарет будет в ручном режиме управлять избранным молодым предстоятелем, а это помешает развитию автокефальной церкви.
6 января 2019 года Филарет не присутствовал на церемонии передачи Православной церкви Украины томоса об автокефалии, прошедшей в Стамбуле. Сразу же по получении томоса между Филаретом и Епифанием начались первые недоразумения. По данным Украинской службы Би-би-си, вернувшись из Стамбула в Киев, Епифаний не внял просьбам Филарета отказаться от поминовения предстоятеля РПЦ патриарха Московского и всея Руси Кирилла. Вместо этого Епифаний предпочёл следовать предписаниям, полученным от патриарха Варфоломея с целью не усложнять признания ПЦУ со стороны других поместных православных церквей, и 7 января во время своей первой службы в качестве предстоятеля ПЦУ помянул патриарха Кирилла наряду с предстоятелями других поместных православных церквей. Далее, согласно источникам Украинской службы Би-би-си, ситуация только усложнялась практически по всем вопросам развития новой церкви. Таким образом, с самого начала Епифаний проявил независимость от Филарета. 3 февраля того же года Филарет не присутствовал на интронизации Епифания. Не совершали Епифаний и Филарет совместных богослужений с момента выдачи томоса об автокефалии. За несколько месяцев с патриархом Филаретом не сослужил и никто из иерархов Константинопольского патриархата — таким образом, несмотря на каноническую реабилитацию Филарета, иерархи Константинопольского патриархата продолжали воздерживаться от контактов с ним.
Одним из источников конфликтов являлся вопрос о Синоде ПЦУ. В своих публичных высказываниях в этот период Филарет прямо и недвусмысленно дал понять, что его не устраивает устав ПЦУ, который, по его словам, был навязан греками. Главный пункт устава, вызывающий недовольство Филарета, — ротационный принцип формирования Синода. В отличие от Киевского патриархата, где основу Синода составляли его постоянные члены, оказывавшие решающее влияние на принятие основополагающих решений, устав ПЦУ предусматривает постоянную ротацию всех членов Синода, кроме предстоятеля, а институт постоянных членов Синода оставлен лишь на переходный период, после чего будет упразднён. По данным Украинской службы Би-би-си, Филарет требовал, чтобы созвали Синод не в соответствии с процедурой, которая предусмотрена томосом и принятым 15 декабря при поддержке Константинополя уставом, а фактически собрать Синод бывшей УПЦ Киевского патриархата. Анонимный собеседник Би-би-си сообщил: «До последнего не было понятно, что синод состоится вообще». В итоге 5 февраля Синод созвали по принципу, который прописан в уставе: трое временных постоянных членов — Филарет (Денисенко) и митрополиты Макарий (Малетич) и Симеон (Шостацкий) как представители церквей, которые влились в ПЦУ. Остальные члены — временные и будут меняться по принципу ротации. Синод подтвердил, что патриарх Филарет сохраняет за собой статус правящего епископа. Он был утверждён постоянным членом Синода ПЦУ и управляющим Киевской епархией в составе приходов и монастырей Киева, которые пребывали в подчинении у него как патриарха Киевского и всея Руси-Украины (за исключением Михайловского Златоверхого монастыря).
Филарет скоро обнаружил, что утратил контроль над Синодом, но для того, чтобы вернуться к прежней модели работы Синода, необходимо было пересмотреть устав ПЦУ, а для этого — созвать собор епископов. Как писал клирик ПЦУ Богдан Гулямов, «Филарет привык к тому, что с его мнением всегда считался Синод. Но теперь в его состав попали два „тяжеловеса“, которые были открытыми оппонентами Филарета — митрополит Львовский Макарий (глава бывшей УАПЦ) и митрополит Винницкий и Барский Симеон (ранее принадлежавший к УПЦ МП). Сложилась новая, непривычная для Филарета ситуация. Ему возражали, причём делали это абсолютно открыто. Более, того, как стало понятно во время мартовского заседания Синода, Филарет теперь не только лишился возможности проводить „свои“ решения, но и утратил право „вето“».
Тем не менее Филарет не пожелал отказываться от сана патриарха. В интервью 25 марта 2019 года он заявил: «Мы патриархат, и я не первый, а третий патриарх. И украинский народ на Поместном Соборе, и не одном, а на троих избрал статус патриархата. Мы не хотим от этого отказываться. Мы будем добиваться, чтобы пришло время, когда украинская церковь стала патриархатом. С другой стороны, в то же время мы согласны получить Томос об автокефалии в статусе митрополии. Это как переходный период. И поэтому есть патриарх, но патриархата признанного ещё нет. И вот это существование патриарха напоминает всем, что мы от патриархата не отказываемся, мы к этому идем. <…> наша цель — патриархат. <…> митрополия — это не наша конечная цель. И поминовение патриарха с обеих сторон должно напоминать, что надо молиться, чтобы в Украине был патриархат. А что касается наград [Киевского патриархата], то они были приняты Синодом и патриарх эти награды вручал, их никто не отменял».

## Выход конфликта в публичное поле и реакция руководства ПЦУ
3 апреля 2019 года на официальном сайте УПЦ КП cerkva.info «по благословению патриарха Филарета» было опубликовано обращение архиепископа Иоасафа (Шибааева) под названием «Не могу молчать!», ранее размещённое им днём ранее в своём фэйсбуке. Иоасаф утверждал, что в ПЦУ «явно творится беззаконие», и «на наших глазах и с нашим невольным участием произошел церковный переворот», в ходе которого «обманом сменили на только Предстоятеля Церкви, но и саму Церковь направили по какому-то лживому пути». Подготовка к дарованию томоса об автокефалии по словам Иоасафа «велась в каком-то тайном шушуканьи между окружением Патриарха — митрополитом Епифанем, архиепископами Евстратием и Агапитом». Иоасаф счёл неканоничным принятие устава ПЦУ, который участники Собора 15 декабря 2018 года приняли, «ни разу не видя его в глаза, пользовались только слухами, получаемыми от архиепископа Евстратия, да обрывками сведений из интернета. Проект текста, который и был принят, мы получили за 2 часа до самого голосования». Иоасаф раскритиковал состав и деятельность Синода ПЦУ, который формируется довольно произвольно, по усмотрению предстоятеля, что ведет к «отбрасыванию принципа соборности», утверждая, что там буквально «глумились над Старцем-Патриархом» и в «непочтительной, буквально хамской форме» требовали отобрать у него управление Киевской епархией. Данное обращение дало старт полемике в ПЦУ относительно этих вопросов.
В итоге усиливающийся конфликт стал обсуждаться в СМИ. Екатерина Щёткина написала: «Патриарху — 90, митрополиту Киевскому всего 40. Харизмы больше у старшего, реальных рычагов власти — у младшего. На стороне старшего — восторженные поклонники, на стороне младшего — товарищи по партии, а также греки и в перспективе — власть. Ей греться в лучах славы удобнее возле патриарха Филарета, но договариваться и выстраивать политику с ним неимоверно тяжело. Наконец, на митрополита Епифания обращены взгляды той части православной общественности, которая искренне надеется на коренные изменения внутри церкви — по греческим лекалам или по каким-то иным, но чтобы реформы, чем глубже, тем лучше. В то время как патриарх Филарет, на которого направлены обожающие взоры фанов, совершенно откровенно говорит о том, что никакие изменения не нужны».
9 мая в интервью информационной службе ТСН Филарет подтвердил, что не считает Киевский патриархат распущенным. «Киевский Патриархат не ликвидирован. Не ликвидирован. Это хотят подать, что он ликвидирован. Ликвидировать Киевский Патриархат может тот, кто его создал», — сказал он, а также заявил, что объединение православия на Украине пошло по пути неправды и что Объединительный собор православных церквей на Украине был, по его выражению, «не нашим, а Константинопольским». Как отмечала Украинская служба Би-би-си, «это стало настоящей информационной бомбой». Министерство культуры, в ведение которой входят и контроль за религиозными организациями, сделало заявление, что эта информация не соответствует действительности и деятельность УПЦ КП прекращена после объединения в ПЦУ.
10 мая Филарет разослал бывшим епископам УПЦ Киевского патриархата приглашения на встречу для «братской беседы», намеченную на 14 мая, в ходе которой он рассчитывал заручиться их поддержкой, причём приглашение было напечатано на бланке распущенного ранее УПЦ КП. 11 мая Украинская служба Би-би-си опубликовала статью «Филарет против Епифания: есть ли раскол в ПЦУ и что будет с томосом», в которой обнародовала данные о том, что противостоянии между митрополитом Епифанием и Филаретом, вызванном тем, что Филарет изначально рассчитывал руководить всей жизнью новой церкви, начались сразу после представления томаса. На приглашение Филарета, однако, откликнулось лишь четверо из 60 епископов — митрополит Белгородский и Обоянский Иоасаф (Шибаев), митрополит Богородский Адриан (Старина), архиепископ Симферопольский и Крымский Климент (Кущ) и викарий Белгородско-Обоянской епархии епископ Валуйский Пётр (Москалёв). По мнению Богдана Гулямова: «Филарет надеялся, что 14 мая станет днем его возвращения в большую церковную политику. Но организованный им „смотр войск“ окончился для него полным фиаско <…> После чего в социальных сетях и в экспертной среде сразу же стали обсуждать вопрос — а не содействует ли новому разделению в Украинской Церкви спецслужбы соседнего государства?… <…> К тому же многие епископы ПЦУ воспользовались предоставленным Филаретом поводом, чтобы продемонстрировать свою лояльность избранному Собором Предстоятелю».
14 мая на сайте УПЦ КП было опубликовано «Обращение патриарха Филарета ко всей украинской православной пастве»: «Киевский Патриархат не надо восстанавливать, потому что он был, есть и будет. Патриарх Филарет остаётся действующим иерархом. Он имеет свою епархию — г. Киев, постоянный член Священного Синода. А раз есть действующий Патриарх, то есть и Киевский Патриархат. УПЦ Киевского Патриархата остаётся зарегистрированной в государственных органах… <…> Наш отказ от статуса Патриархата был чисто ситуативным. Отменить решение о создании Киевского Патриархата может только поместный собор этой Церкви, который создал Киевский Патриархат. Такого собора не было. Значит Киевский патриархат остаётся <…> П. А. Порошенко отступил от обещанных договоренностей и фактически дал согласие на ликвидацию Киевского Патриархата. <…> Была достигнута договорённость, что Предстоятелем будет митрополит Епифаний, кандидатуру которого выдвинул Патриарх Филарет, но руководство Церковью в Украине будет продолжать Патриарх. Предстоятель будет представлять Церковь в Православном мире, потому что УПЦ получает статус митрополии, а также он будет помогать Патриарху в управлении Церковью, но руководство Церковью остается за Патриархом. Эта договоренность нарушена и не выполняется на деле. Поэтому в церкви возникло разделение».

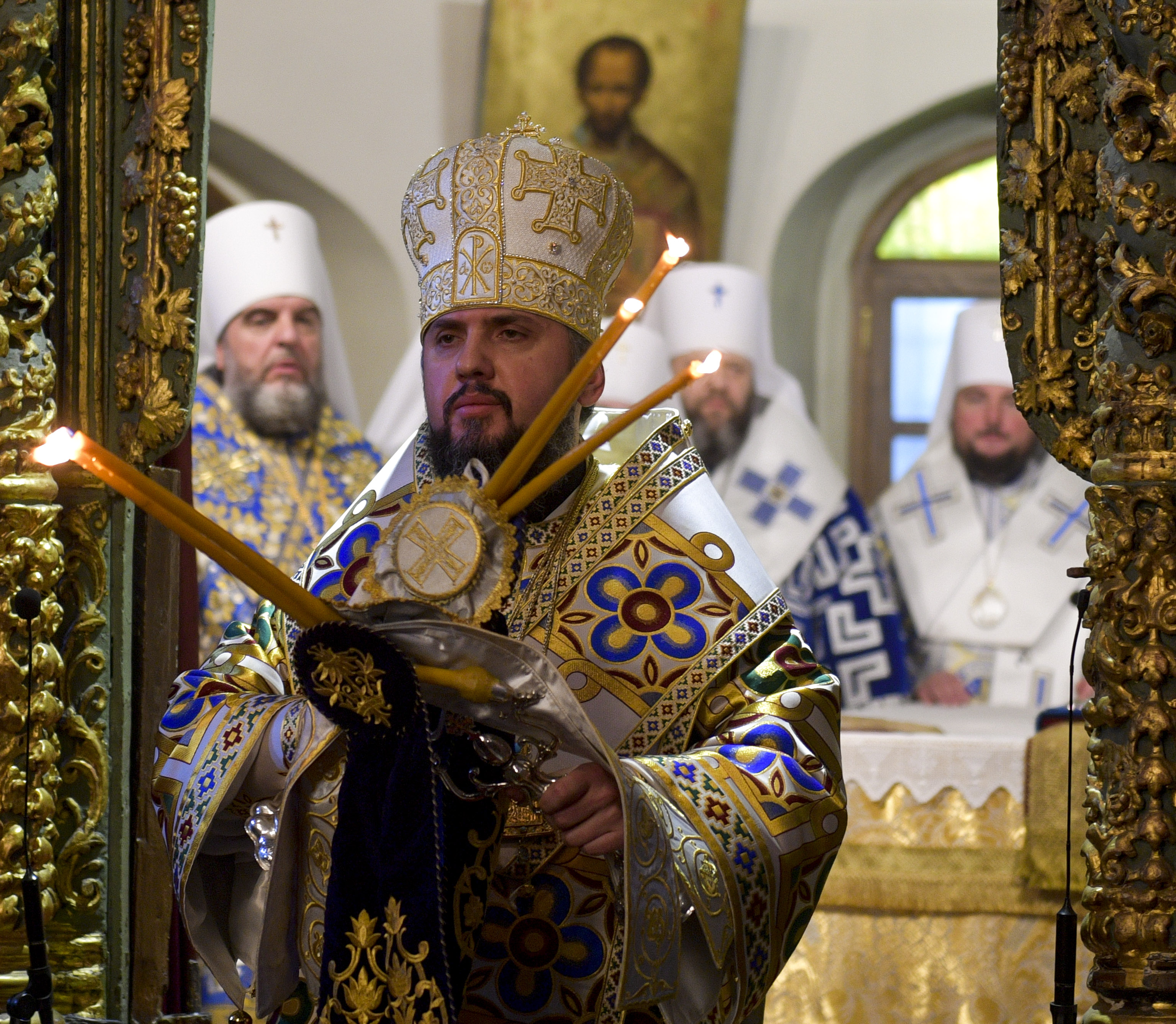
Митрополит Киевский и всея Украины Епифаний

15 мая Филарет собрал пресс-конференцию, на которой повторил свои требования и открыто обвинил предстоятеля ПЦУ митрополита Епифания в нарушении договорённостей, достигнутых во время объединительного собора, которые, по словам Филарета, состояли в следующем: «Предстоятель (Епифаний) будет представлять церковь в православном мире, потому что УПЦ получает статус митрополии, а также он будет помогать патриарху в управлении церковью, но руководство церковью остаётся за патриархом (Филаретом)». По мнению Филарета, невыполнение Епифанием этих договорённостей привело к расколу в церкви: «Митрополит Епифаний не только не сотрудничает с патриархом Филаретом, как обещал, но даже не встречается и не звонит, за исключением нескольких раз. На словах перед духовенством и журналистами говорит о единстве и сотрудничестве, а делает всё противоположное». Филарет сообщил, что условием предоставления Киеву автокефалии, которое было выдвинуто Константинопольским патриархатом, был отказ предстоятеля УПЦ КП от выдвижения своей кандидатуры на пост главы создаваемой Православной церкви Украины. При этом Филарету предлагалось выдвинуть на эту должность любого архиерея, и он выбрал Епифания.
В ответ на эти обвинения 16 мая митрополит Епифаний заявил в интервью украинской службе Би-би-си, что у Филарета было «только желание вернуть старую систему управления, … стремление не меняться и всё держать только в покорении воле одного человека. Если мы будем возвращаться к старому, то это будет нарушение устава и томоса, в котором ясно прописаны нормы управления церковью». Епифаний не согласился с обвинениями в том, что он игнорирует советы Филарета: «я не игнорировал его мнение, я часто с ним общался и общаюсь. Но нужно понять формат общения. Нужно понять различие между советами и ультиматумами». Также Епифаний заявил, что перед объединительным собором никаких обещаний Филарету не давал. Руководство ПЦУ напомнило, что УПЦ КП прекратила существование по собственной воле: «Утром 15 декабря 2018 года по решению собственного поместного собора УПЦ КП прекратила свою отдельную деятельность, а вся её полнота вошла в состав Православной церкви Украины», — говорится в сообщении, опубликованном на сайте ПЦУ. В ПЦУ заявили, что сложившаяся ситуация является результатом вмешательства в церковные дела неких «внешних сил», которые пытаются разрушить единство единой поместной церкви: «Цель этих сил формально была озвучена через заявления Московского патриархата о необходимости „отзыва Томоса“ и „решения украинского вопроса на всеправославном уровне“. Поэтому различными способами, через разных лиц и силы, происходит попытка как можно больше дискредитировать всех лиц и учреждения, которые причастны к Объединительному собору и получению томоса об автокефалии, включая и патриарха Филарета», — говорится в сообщении пресс-службы ПЦУ.
23 мая Филарет в эксклюзивном интервью «Настоящему Времени» заявил, что ПЦУ с получением томоса не обрела желаемой независимости. По словам Филарета, участники Объединительного собора не знали содержание томоса: «Если бы мы знали содержание этого томоса, то мы не согласились бы на такой томос», потому что томос «ставит нас почти в такую же зависимость, в которой находится Украинская православная церковь Московского патриархата»: «По названию мы — автокефальная, а на деле мы зависимая от Константинопольского патриархата церковь». Филарет заявил, что не намерен соблюдать условия, содержащиеся в томосе об автокефалии: «не будет выполнять условие томоса по переходу заграничных приходов бывшей УПЦ КП в состав Константинопольского патриархата, отказывается от запрета варить миро и отказывается решать конфликтные ситуации внутреннего характера исключительно по согласованию с Фанаром».
24 мая состоялось заседание синода ПЦУ, который обсудил ситуацию с назревающим расколом внутри организации, однако ему так и не удалось переубедить Филарета, считающего, что УПЦ КП продолжает существовать. 29 мая на сайте ПЦУ был опубликован указ предстоятеля ПЦУ митрополита Епифания. В указе приводится постановление поместного собора УПЦ КП от 15 декабря 2018 года о самороспуске, подписанное патриархом Филаретом, четырьмя митрополитами, среди которых нынешний предстоятель ПЦУ Епифаний (Думенко), и рядом других иерархов УПЦ КП. Этим постановлением было определено, что деятельность УПЦ КП прекращается путём объединения и присоединения к создаваемой Православной церкви Украины, устав об управлении УПЦ КП и деятельность всех её уставных органов прекращаются, а Киевская патриархия УПЦ КП, являвшаяся религиозным административным центром и центральным исполнительно-распорядительным органом УПЦ КП, прекращает свою деятельность как юридическое лицо после создания и регистрации религиозной организации «Митрополия УПЦ». 15 декабря 2018 года была создана Православная церковь Украины и избран её предстоятель. 30 января 2019 года Киевская митрополия УПЦ (ПЦУ) была зарегистрирована как руководящий центр религиозного объединения Православной церкви Украины. 3 февраля состоялась интронизация предстоятеля ПЦУ. 5 февраля священный синод ПЦУ решил, что почётный патриарх Филарет продолжит руководство Киевской епархией, однако управляющий епархией с тех пор так и не подал документы на регистрацию в составе ПЦУ и издаёт документы от имени руководства прекратившего свою деятельность религиозного объединения УПЦ КП, «которые сеют смуту среди клира города Киева». В связи с этим митрополит Епифаний объявил недействительными и не подлежащими исполнению в УПЦ (ПЦУ) все документы и распоряжения, изданные от имени УПЦ КП после 30 января 2019 года, а также временно перевёл в своё непосредственное подчинение религиозную общину Покрова Пресвятой Богородицы в Соломенском районе города Киева.

## Филарет собирает сторонников

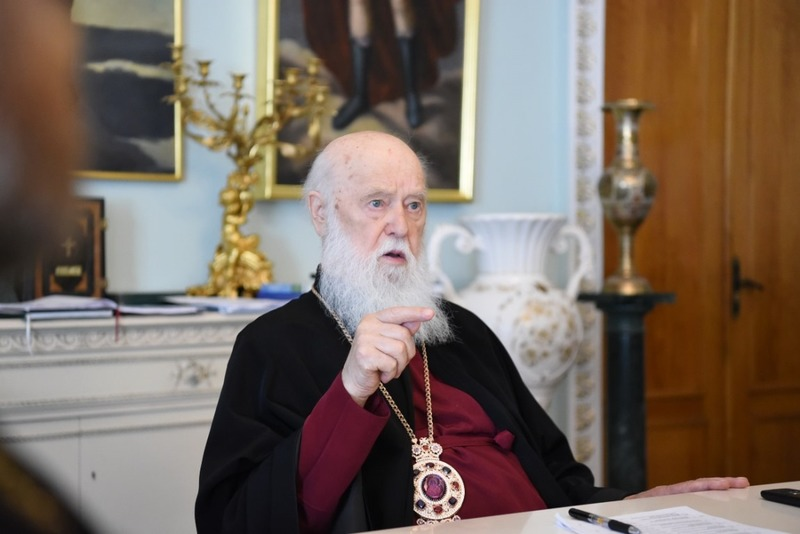
Филарет на встрече настоятелей храмов Киева. 3 июня 2019 г.

3 июня Филарет провёл в своей резиденции закрытую встречу настоятелей храмов города Киева. Как утверждалось в сообщении, размещённом на интернет-ресурсе Церквариум, аффилированном с ПЦУ, целью мероприятия было «принуждение к подписанию присяги на верность Филарету». По окончании встречи священники рассказали журналистам, что владыка Филарет категорически запретил им разглашать подробности своего обращения. Новостная служба ТСН, однако, опубликовала фрагмент полученной аудиозаписи, где Филарет обращается к настоятелям киевских храмов: «У меня к вам просьба: не перерегистрировать приходские уставы на так называемую ПЦУ… Мы собираемся провести Поместный собор. И этот Поместный собор должен принять решение о дальнейшем существовании Киевского патриархата».
В тот же день патриарх Константинопольский Варфоломей на встрече с украинскими журналистами заявил, что Филарет никогда не был и не является главой УПЦ КП: «Что касается Филарета, то его восстановили в епископском сане как бывшего митрополита Киевского. Так называемый патриархат Киевский не существует и никогда не существовал»,— сказал он.
5 июня на сайте УПЦ КП было размещено разъяснение его пресс-службы о том, что проведённое 15 декабря 2018 года собрание священнослужителей УПЦ КП, на котором был подписан документ о прекращении её деятельности, не может рассматриваться как поместный собор, а поэтому подписанный документ не имеет никакой юридической силы. Собрание было проведено исключительно по настоянию организаторов Объединительного съезда, в спешке, без предварительного уведомления и соблюдения юридических формальностей.
8 июня митрополит Белгородский и Обоянский Иоасаф (Шибаев) заявил, что перед Объединительным собором была достигнута договорённость о том, что управлять ПЦУ после её создания будут двое — нынешний её предстоятель, митрополит Епифаний, и Филарет, «причём с первенством патриарха». Однако договорённость выполнена не была. «Всё — избрание предстоятеля, принятие устава, всё было через обман. Теперь ещё прибавилась ложь о том, что никаких обещаний вообще не было. Теперь все, у кого хватает смелости напоминать об этой лжи, дружно обвиняются в „раскачивании“ ситуации и даже во вражеском влиянии! Но я хочу напомнить: церковь невозможно построить на лжи и обмане! Строительство на этих непрочных основах не приведёт ни к чему хорошему!» — заявил митрополит Иоасаф.
11 июня Филарет созвал «форум украинской интеллигенции „За Украинскую православную церковь! За Киевский патриархат“», где приняли участие около 15 человек, в том числе 5 священников, на котором он объявил о решении созвать Поместный Собор Киевского Патриархата на 20 июня. Также он отметил, что не признаёт результаты собора 15 декабря и таким образом отменить их, что томос уничтожил Киевский патриархат и что Томос не такой как другие православные церкви (Румынская, Болгарская, Польская и другие). «Мы имеем такой томос который ставит нас в зависимость от Константинопольского патриархата…». Также Филарет был недоволен названием новой церкви, статусом митрополии и тем что в случае каких-то догматических трудностей ПЦУ должен обращаться к Вселенскому патриарху. «Томос мы не принимаем потому что мы не знаем какой томос мы принимали. Когда мы были на объединительном соборе то нам не показали текст Томоса. Если бы мы знали 15 декабря текст томоса, мы бы этот томос не приняли, потому что мы не хотим из одной зависимости попали в другую зависимость».

## Возобновление деятельности УПЦ КП
12 июля 2019 года в Окружной административный суд поступило ходатайство от Киевской Патриархии Украинской Православной Церкви Киевского Патриархата (УПЦ КП) об обеспечении иска, в котором Киевская патриархия УПЦ КП просит суд запретить Киевской городской государственной администрации и Киевской городской раде осуществлять действия по передаче в пользование объектов недвижимого имущества другим лицам. 16 июля было открыто производство по данному делу.
20 июня 2019 года Филарет провёл собрание священников и мирян, которое он именовал «Поместным собором Украинской православной церкви Киевского патриархата». В собрании приняли участие лишь три архиерея: сам почётный патриарх Филарет (Денисенко), архиепископ Белгородский и Обоянский Иоасаф (Шибаев) и епископ Валуйский Пётр (Москалёв). В этот же день были избраны ещё два будущих епископа УПЦ КП — архимандрит Андрей (Маруцак) и иеромонах Илья (Зеленский). Собрание отменило постановление архиерейского собора УПЦ КП, состоявшегося 15 декабря 2018 года, о ликвидации церковной структуры: «Поместный собор не утверждает, а отменяет постановление архиерейского, или так называемого Поместного собора, поскольку это был не Поместный собор, а сбор подписей архиереев, одного священника и двух мирян об условной ликвидации УПЦ Киевского патриархата по требованию Вселенского Константинопольского патриарха Варфоломея. Без условной ликвидации Киевского патриархата не могло быть объединительного собора украинских церквей 15 декабря 2018 года и предоставления Томоса об автокефалии», — говорится в постановлении «Поместного собора» УПЦ КП.
Собрание постановило, что Украинская православная церковь Киевского патриархата «зарегистрирована государственным органом и продолжает своё существование и деятельность». Главой УПЦ КП продолжает быть патриарх Киевский и всея Руси Филарет, «избранный пожизненно на Поместном соборе УПЦ Киевского патриархата 20—22 октября 1995 года». Действующим уставом УПЦ КП является устав об управлении УПЦ КП, принятый на соборе 13 мая 2016 года и зарегистрированный Министерством культуры Украины 8 июля 2016 года.
Согласно постановлению, УПЦ КП продолжает быть собственником всех средств и имущества, приобретённого за собственные деньги или переданных государственными органами или органами местного самоуправления, включая храмы, монастыри, учебные заведения. Все банковские счета являются счетами Киевской патриархии как юридического лица. Все монастыри Киева — Михайловский Златоверхий, Феодосиевский, Выдубицкий (Михайловский), а также Николаевский (Богуславский), как и все приходы Киева, принадлежат управлению Киевской патриархии.
В постановлении отмечается, что Томос об автокефалии, предоставленный Украинской православной церкви (ПЦУ) 6 января 2019 года в Константинополе (Стамбуле), не соответствует уставу автокефальных церквей, а поэтому ставит УПЦ в зависимость от Константинопольского патриархата. «Собор благодарит Вселенского Константинопольского патриарха Варфоломея и всех архиереев Матери-Церкви за попытку решить украинскую церковную проблему, но нас не устраивает содержание Томоса об автокефалии Православной церкви Украины», — говорится в постановлении.
В пресс-службе Православной церкви Украины, однако, заявили, что проведённое Филаретом собрание не может быть признано Поместным собором, а его решения ничтожны в юридическом и каноническом плане и не подлежат исполнению: «Мы призываем почётного патриарха Филарета и лиц, которые принимали участие в собрании, понимать все пагубные последствия такого поступка и остановить подрыв единства церкви и единства украинского народа», — говорится в документе.
20 июня заместитель главы управления внешних церковных связей Православной церкви Украины Евстратий (Зоря) на брифинге изложил официальную позицию ПЦУ: «Произошло отделение небольшой части тех, кто принадлежал к единой поместной Украинской православной церкви, в новую структуру, которая для того, чтобы подтвердить свои возможности и полномочия, присваивает себе историческое название УПЦ Киевского патриархата, но таковой не является и быть не может». Евстратий заявил, что в ПЦУ называют произошедшее не расколом, а отделением: «Раскол происходит, когда церковь разделяется из-за важных догматических или канонических вопросов. А когда три архиерея, два из которых представляют одну епархию в России с шестью приходами, собирают собрание, где принимает участие 200 человек, но реально их было меньше, то это отделение, а не разделение или раскол». Евстратий (Зоря) предсказал церкви Филарета (Денисенко) участь маргинальной секты.
20 июня Филарет от имени Киевского патриархата подписал указ об увольнении наместника Свято-Феодосиевского монастыря в Киеве архимандрита Макария (Папиша), который не пришёл к нему на «собор», и о назначении на его место архимандрита Андрея (Маруцака).
24 июня Священный синод ПЦУ лишил почётного патриарха Филарета права руководства Киевской епархией, но, «принимая во внимание особые заслуги в прошлом перед Украинской православной церковью», оставил его в составе епископата ПЦУ. Все приходы и монастыри Киева, которые до 15 декабря 2018 года находились в составе УПЦ Киевского патриархата и вошли в состав ПЦУ, были переданы в непосредственное подчинение митрополиту Киевскому и всея Украины Епифанию. За участие в действиях, направленных на возникновение противостояния в церковной среде, митрополит Белгородский и Обоянский Иоасаф (Шибаев) и епископ Валуйский, викарий Белгородской епархии Пётр (Москалёв) были исключены из состава епископата ПЦУ. Было объявлено, что все решения, принимаемые Филаретом, не имеют канонической и юридической силы, а «единолично созванное и проведённое почётным патриархом Филаретом 20 июня 2019 года во Владимирском соборе Киева собрание приглашённых им лиц не имело никаких полномочий на принятие решений, в частности, относительно решений Поместного Собора УПЦ Киевского Патриархата (15 декабря 2018), которые в соответствии с уставом УПЦ КП сразу после подписания президиумом Собора во главе с патриархом Киевским и всея Руси-Украины Филаретом вступили в действие».
26 июня 2019 года в интервью изданию Comments.ua Филарет заявил, что Епифаний «является незаконным сыном Даниила и воспитан Епифаний был в семье Чекалюков. Доказательства этому уже есть. Ранее были слухи, а теперь мы имеем доказательства, что это незаконный сын Митрополита Даниила».

## Борьба за имущество и юридическая ликвидация Киевского патриархата
27 июля 2019 года на очередном заседании Священный синод Православной церкви Украины «во исполнение решений Поместного Собора УПЦ Киевского Патриархата (15 декабря 2018 г.) и Украинской Автокефальной Православной Церкви (15 декабря 2018 г.) о прекращении деятельности религиозных объединений УПЦ КП и УАПЦ путём объединения и присоединения к создаваемой Поместным Объединительным Собором Православной Церкви Украины» — принял необходимые процедурные решения о прекращении юридических лиц «Киевская Патриархия УПЦ Киевского патриархата» и «Патриархия УАПЦ» путём присоединения к Киевской митрополии Украинской православной церкви (Православной церкви Украины).
Для реализации этих решений были созданы ликвидационные комиссии. 29 июля 2019 года соответствующие изменения были внесены в Единый государственный реестр юридических лиц. С этого дня официальным руководящим органом «Киевской Патриархии УПЦ КП» являлась ликвидационная комиссия в составе митрополита Черкасского и Чигиринского Иоанна (Яременко) (председатель), архиепископа Тернопольского и Кременецкого Нестора (Пысика), архиепископа Черниговского и Нежинского Евстратия (Зори), протоиерея Валерия Семанцо и протоиерея Петра Ландвитовича. Руководящим органом «Патриархии УАПЦ» стала ликвидационная комиссия в составе архиепископа Житомирского и Полесского Владимира (Шлапака) (председатель), архиепископа Черновицкого и Хотинского Германа (Семанчука), протоиерея Виталия Даньчака. Любые заявления и действия от имени юридических лиц «Киевская Патриархия УПЦ КП» и «Патриархия УАПЦ» другими, не уполномоченными лицами, признавались незаконными и юридически недействительными.
27 июля 2019 года Филарет (Денисенко) возглавил заседание так называемого «Архиерейского собора Украинской Православной Церкви Киевского Патриархата (восстановленной)». Участие в собрании также приняли четыре иерарха этой церкви: митрополит Белгородский и Обоянский Иоасаф (Шибаев), епископ Харьковский и Богодуховский Илия (Зеленский), епископ Валуйский Петр (Москалёв) и епископ Васильковский Андрей (Маруцак). Они раскритиковали решение Министерства культуры Украины о прекращении регистрации УПЦ КП после объединительного собора и её самороспуска, а также Православную церковь Украины за проведение перерегистрации общин и других учреждений.
31 июля 2019 года Министерство культуры Украины подтвердило, что «Священный Синод Украинской Православной Церкви (Православной Церкви Украины)» как руководящий орган этого объединения на своём заседании 27 июля 2019 года (журнал № 43) принял решение о прекращении деятельности религиозной организации «Киевская Патриархия Украинской Православной Церкви» путём присоединения к религиозной организации «Киевская митрополия Украинской православной церкви (Православной церкви Украины)», о чём была сделана соответствующая запись в Едином государственном реестре юридических лиц, физических лиц — предпринимателей и общественных формирований.
1 августа 2019 года Филарет (Денисенко) обратился к юридической общественности с просьбой помочь защитить права УПЦ КП. 4 августа 2019 после Божественной литургии во Владимирском соборе Филарет обратился к верующим с просьбой «молитвой и всеми законными действиями защитить УПЦ КП и его самого от уничтожения, которое пытается совершить руководство ПЦУ и чиновники Минкультуры». Он призывал людей протестовать против действий Минкультуры и самого Епифания.
Ощадбанк закрыл счёт Киевской патриархии на основании соответствующего письма от предстоятеля ПЦУ Епифания. Об этом стало известно 22 августа 2019 года, когда Филарет опубликовал письмо к митрополиту Епифанию, требуя у предстоятеля ПЦУ отозвать своё решение. Свои требования митрополит Филарет аргументирует тем, что объявил об отколе от ПЦУ 20 июня — на месяц раньше появления решения Синода ПЦУ о создании ликвидационной комиссии.
В день публикации письма Филарета на Михайловской площади был собран митинг в поддержку Киевского патриархата. Однако пенсионеры, собравшиеся на митинг, пожаловались, что деньги (по 100 гривен на человека) им так и не выплатили. Организацией этой акции занимались люди из окружения Виктора Медведчука.
4 сентября 2019 года Окружной административный суд Киева удовлетворил заявление адвокатов УПЦ КП о запрете Яременко А. В. (митрополиту Черкасскому ПЦУ Иоанну) совершать любые действия по ликвидации Киевской патриархии.
12 сентября 2019 года Окружной административный суд Киева вынес определение по обеспечению иска Киевского патриархата Филарета к Минкульту по поводу незаконной ликвидации КП. В определении, среди прочего, указано:
- суд засвидетельствовал противоправность приказа Минкульта, который отменил действие уставов УПЦ КП и Киевской патриархии;
- представление ліквідкомісією Киевской патриархии УПЦ КП, которую создала ПЦУ, заявления об отказе от иска и о прекращении представительства интересов Киевской патриархии адвокатом, уполномоченным патриархом Филаретом, суд считает препятствием доступа к правосудию;
- суд запретил Минюсту, Минкульту, их структурным подразделениям, органам государственной власти и местного самоуправления, нотариусам проводить любые регистрационные действия, касающиеся Киевской патриархии Украинской православной церкви Киевского патриархата и её имущества;
- суд запретил ликвидкомиссии Киевской патриархии УПЦ КП, которую создала ПЦУ, любые действия по управлению Киевской патриархией и распоряжением её имуществом.

11 ноября 2019 года Шестой апелляционный суд Киева постановил продлить ликвидацию УПЦ КП, несмотря на давление со стороны сторонников Филарета, которые штурмовали суд, разбили двери, мебель и подрались с правоохранителями. Суд решил отменить предыдущее решение по обеспечению иска, то есть полностью стал на сторону Министерства культуры и Православной церкви Украины. Сторонники Филарета собрались утром 11 ноября в центре Киева на протест против ликвидации УПЦ КП. С Европейской площади они отправились в Кабинет министров, где передали обращение, после чего двинулись в суд, где и произошла потасовка.

## Дальнейшие события
Проиграв борьбу за имущество, Филарет (Денисенко) мобилизовал оставшихся верных ему влиятельных деятелей, обратился с призывом к пастве, что его хотят выгнать из Владимирского собора, в котором он служил ещё с 1960-х годов.
5 декабря 2019 года Синод ПЦУ, «учитывая прошлые особые заслуги в развитии Церкви и с целью обеспечения достойного положения почётного патриарха Филарета после завершения процедуры ликвидации религиозной организации „Киевская патриархия Украинской православной церкви Киевского патриархата“ и учитывая позицию почётного патриарха Филарета», постановил создать религиозную организацию в составе Православной церкви Украины в форме миссии. За Филаретом было сохранено право для пожизненного проживания и использования для своей деятельности комплекса зданий по адресу город Киев, улица Пушкинская, 36; за ним сохранялось также пожизненное право на совершение богослужений во Владимирском соборе Киева. Филарету (Денисенко) определили также пожизненное содержание за счёт отчислений от Владимирского собора и добровольных пожертвований. Подчёркивалось, что «неоднократно распространяемые мысли, якобы Православная церковь Украины „желает выбросить патриарха Филарета на улицу“, не соответствуют действительности и безосновательно провоцируют недоразумения среди верующих и у общественности».
13 декабря 2019 года Филарет анонсировал на 20 декабря форум «В защиту Киевского патриархата» в «Украинском доме». Филарет заявил, что снятие с регистрации Киевского патриархата — это нарушение свободы совести, и сделано это было незаконно. Он заявил также о намерении «обратиться и к мировой общественности, в частности, к ОБСЕ по правам человека, обратиться к Организации Объединённых Наций тоже по правам человека, чтобы защитить наши религиозные права».
14 декабря 2019 года состоялся Архиерейский собор Киевского патриархата в составе четырёх человек (Филарет (Денисенко), Иоасаф (Шибаев), Пётр (Москалёв) и Илия (Зеленский)). Собор избрал двух новых епископов: архимандрита Никодима (Кобзаря) — епископом Сумским и Ахтырским, а архимандрита Даниила (Кудибина) — епископом Днепровским и Криворожским. В тот же день состоялся Собор ПЦУ, на котором митрополит Епифаний (Думенко) объявил о юридической ликвидации Украинской православной церкви Киевского патриархата и Украинская автокефальной православной церкви. Собор, среди прочего, постановил «призвать почётного патриарха Филарета и его окружение к примирению и прекращению самоизоляции, утвердив гарантии положения почётного патриарха Филарета и обеспечения условий его жизни и деятельности в связи с завершением процедуры ликвидации религиозной организации „Киевская Патриархия УПЦ-КП“». Однако Филарет и его сторонники не вняли призывам со стороны ПЦУ, и намеченные хиротонии были совершены соответственно 15 и 17 декабря.
27 декабря 2019 года Архиерейский собор Киевского патриархата в составе шести человек назначил к рукоположению трёх новых епископов: архимандрита Варсонофия (Вилка) — епископом Хмельницким и Каменец-Подольским, архимандрита Никона (Шинкарюка) — епископом Черновицким и Буковинским, иеромонаха Никона (Граблюка) — епископом Одесским и Балтским.
28 декабря 2019 года на официальном сайте ПЦУ было опубликовано заявление, что «каждый человек, объявленный „епископом“ незаконным способом со стороны Почётного Патриарха Филарета и „предназначен“, в частности, на кафедру, где уже есть законный архиерей — не является епископом. Следовательно, поставленные таким лицом на какую бы то ни было священническую степень, и сделано для него, и сделанное им, все ничтожное. Все действия, совершённые Почётным Патриархом Филаретом вопреки канонам и Уставу Церкви являются ничтожными». «Призываем Почётного Патриарха Филарета и его нынешнее окружение остановиться, одуматься, вернуться от избранного ими пути лжи и заблуждения на путь истины, прекратить попытки с участием российских и пророссийских деятелей разрушения Поместной Церкви на радость врагам Украины».
29 декабря 2019 года состоялась хиротония Варсонофия (Качана) во «епископа Хмельницкого и Каменец-Подольского», а 5 января 2020 года — хиротония Никона (Граблюка) во «епископа Одесского и Балтского».
10 января 2020 года Филарет (Денисенко) отозвал свою подпись под постановлением Поместного собора Украинской православной церкви Киевского патриархата (УПЦ-КП) от 15 декабря 2018 года, принявшего решение о ликвидации УПЦ-КП. В уведомлении Филарета об отзыве подписи отмечается, что, несмотря на многочисленные попытки регистрации постановления Поместного собора УПЦ-КП от 20 июня 2019 года, государственный секретарь Минкульта такую госрегистрацию не производит, ссылаясь на постановление Поместного собора УПЦ-КП от 15 декабря 2018 года. Замглавы пресс-службы ПЦУ архиепископ Евстратий (Зоря) заявил, что отзыв подписи Филарета (Денисенко) не повлияет на статус ПЦУ, поскольку постановление Поместного собора не является договором или соглашением, которое можно разорвать. Он отметил, что наследство и имя возглавляемой Филаретом УПЦ КП также «принадлежит Поместной церкви, а не является частной собственностью одного иерарха, которой он безуспешно стремится распоряжаться по своему усмотрению».
В тот же день Филарет (Денисенко) дал большое интервью телеканалу ZIK. Среди всего прочего он заявил, что Украина без его УПЦ КП неминуемо распадётся. Он сказал, что планирует сделать свой «патриархат» единственным на Украине, так как, по его словам, УПЦ подчиняется Москве, а ПЦУ — Константинополю. Полученный Украиной томос отличается от аналогичных документов, выданных для других стран: «Они действительно независимые церкви, а мы церковь зависимая, и эта зависимость записана в этом Томосе. В чём заключается эта зависимость? Во-первых, изменили нам название. Называют нашу церковь не Украинская православная церковь, как другие церкви, например, Болгарская, Русская, Греческая православные церкви, а нас называют ПЦУ. Почему? А потому, что деятельность нашей церкви ограничивается территорией Украины. За её пределами мы не имеем никакого права <…> румыны, сербы, болгары, арабы, россияне — все церкви диаспору свою считают своей, только украинская диаспора должна подчиняться Константинопольскому патриарху», утверждая, что «Константинопольский патриарх поставил своей целью увеличить свою паству, потому что в Турции всего до 10 тысяч верующих… и он за счёт Украины хочет увеличить свою паству».
13 января сторонник Филарета митрополит Иоасаф (Шибаев) также отозвал свою подпись под постановлением «так называемого Поместного Собора Украинской Православной Церкви Киевского Патриархата от 15 декабря 2018 года».
20 января на пресс-конференции «Возрождение Киевского патриархата» Филарет предложил Украинской православной церкви Московского патриархата объединиться с его структурой: «Если Московский патриарх признает Украинскую православную церковь Московского патриархата как автокефальную церковь в статусе патриархата, то следующим шагом будет объединение Киевского патриархата и (УПЦ) Московского патриархата в единую украинскую православную церковь, но в статусе Киевского патриархата». Как сообщает Daily Storm, в УПЦ «к предложению отнеслись прохладно — такие заявления надо было делать до 15 декабря 2018 года, когда прошёл объединительный собор и была создана ПЦУ. Сейчас такие заявления не имеют никакого смысла».
По словам Ростислава Ищенко, большинство филаретовских архиереев готовы вернуться в Московский патриархат, но «они хотели бы не просто покаяться и вернуться, а сохранить за собой генеральские эполеты, то есть остаться в сущем сане. А это невозможно, потому что на Украине и так много православных епископов. Поэтому я не думаю, что тот же Филарет покается и уйдёт в монастырь простым монахом. Если переговоры о возвращении всё же состоятся, он будет требовать возвращения на уровень самостоятельного влиятельного церковного деятеля». К тому времени большая часть филаретовских приходов была расположена за пределами Украины: несколько десятков храмов в Западной Европе, около десятка — в Австралии и примерно столько же в США, несколько приходов в России.
22 января 2020 года в Киевской патриархии состоялось заседание Архиерейского собора Украинской православной церкви Киевского патриархата, который отметил неканоничность и противоправность действий руководства Православной церкви Украины по отношению к Украинской православной церкви Киевского патриархата, обратился к Министерству культуры, молодёжи и спорта Украины с просьбой вернуть государственную регистрацию Церкви, которую она имела до 30 января 2019 года, и поблагодарил общественность за поддержку действительно поместной Украинской православной церкви.
26 января 2020 года во Владимирском кафедральном соборе Киева состоялась хиротония Никона (Шинкарюка) во епископа епископа Черновицкого и Буковинского.
3 февраля Филарет (Денисенко) поздравил с годовщиной интронизации предстоятеля ПЦУ Епифания (Думенко). Украинские наблюдатели расценили это послание Филарета как косвенное признание неудачи своей попытки восстановить «конкурентоспособный» Киевский патриархат. В тот же день Филарет (Денисенко) принял в клир Киевского патриархата из ПЦУ епископа Фалештского и Восточно-Молдавского Филарета (Панку).
4 февраля Филарет (Денисенко) был лишён полномочий члена Синода Православной церкви Украины по причине «отсутствия на шести заседаниях Священного Синода подряд, необоснованный отказ участвовать в заседании Священного Синода несмотря на письменное приглашение». Там добавляется, что было принято решение «установить, что почётный патриарх Филарет с 24 июня 2019 года является архиереем Православной церкви Украины на покое, в связи с этим ему канонически запрещено совершать любые хиротонии». В ответ на это пресс-служба Киевской патриархии заявила, что «Определения Священного Синода Православной Церкви Украины от 4 февраля 2020 года относительно Святейшего Патриарха Филарета не имеют никакой канонической или юридической силы, поскольку Патриарх Филарет — Предстоятель другой Церкви — Украинской Православной Церкви Киевского Патриархата и не является иерархом Православной Церкви Украины».
В январе 2022 года на сайте ПЦУ в епископском списке Филарета переместили с первого места на предпоследнее. Под фото — парадоксальная подпись: «Почетный патриарх на покое».
2 февраля 2022 года Священный синод ПЦУ постановил лишить сана иерархов УПЦ КП, рукоположенных Филаретом (Денисенко) после июня 2019 года. А трех архиереев, ушедших из ПЦУ вместе с Филаретом — запретить в служении с перспективой лишения сана. Но самого Филарета никаких прещений не наложено не было. В декабре 2023 года Филарет (Денисенко) заявил, что те, кого он воспитал, его предали и плюнули в лицо. По его мнению, его предали сначала в Москве, а потом — на Харьковском соборе. «Предали и сейчас те, кого я воспитал. Разве не больно, когда ты сделал добро, а тебе за добро плюнули в лицо? Больно, но надо терпеть».